# 머니퓰레이션 (영화)
머니퓰레이션(Manipulation)은 영국에서 제작된 다니엘 그레이브스 감독의 1991년 영화이다. 다니엘 그레이브스 등이 제작에 참여하였다.
제64회 아카데미상 시상식에서 아카데미 단편 애니메이션상을 수상했다.